# Jan Leopold Mosbender

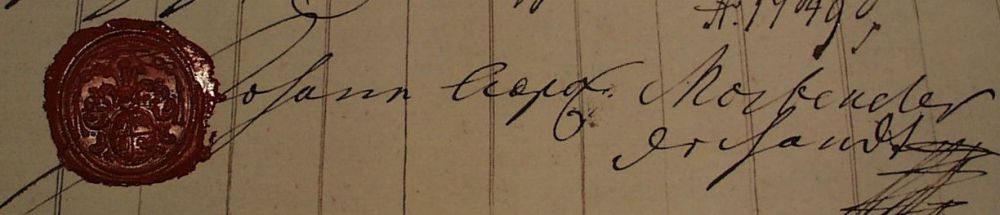
Pečeť a podpis J. L. Mosbendra

Jan Leopold Mosbender, křtěný Joannes (22. dubna 1693, Chrudim – 24. července 1776, Ústí nad Orlicí) byl český římskokatolický kněz, v letech 1732 až 1776 duchovní správce v Ústí nad Orlicí a první tamější děkan. Svou činností, zejména stavební, oživil vzhled Ústí nad Orlicí a vtiskl mu dodnes charakteristickou podobu.

## Život
Narodil se v rodině bohatého chrudimského měšťana Serváce Xaveria Mosbendra a jeho ženy Doroty rozené Cenkové z rodu Chocenských, jako jedno z jejich čtyř dětí. Po studiu teologie obdržel postupně lektorské (17. září 1716), podjáhenské (2. dubna 1718), jáhenské (11. června 1718) a nakonec kněžské svěcení (24. září 1718). Poté byl ustanoven zámeckým kaplanem u Josefa Šporka (synovce známého šlechtice Františka Antonína Šporka) v Heřmanově Městci. V roce 1728 se stal farářem v Chotěborkách a 12. března 1732 byl na základě své žádosti jmenován farářem v Ústí nad Orlicí. Z více žadatelů na místo orlickoústeckého faráře byl vybrán hlavně pro své znalosti češtiny, kvůli přeložení musel být exkardinován z královéhradecké diecéze a inkardinován do arcidiecéze pražské.
Když do Ústí nad Orlicí 3. dubna 1728 dorazil, shledal kostel i faru v neutěšeném stavu. V roce 1735 nechal kostel vybílit, dále postavil novou sakristii, a protože kostel nestačil pojmout všechny farníky, nechal s povolením konzistoře přestavět původní sakristii na oratorium. Jeho přičiněním byl v orlickoústeckém kostele Nanebevzetí Panny Marie rekonstruován hlavní oltář, částečně přemalovány a částečně pozlaceny boční oltáře sv. Jana Nepomuckého a čtrnácti svatých pomocníků a opravena křtitelnice. V roce 1737 nechal opravit sochu Panny Marie na náměstí, přičemž větší část značných nákladů hradilo město.
V roce 1737 se Mosbender stal kanovníkem Kolegiátní kapituly sv. Kosmy a Damiána ve Staré Boleslavi a okrskovým vikářem východní poloviny chrudimského kraje, jímž zůstal až do své smrti. V letech 1742 až 1748 nechal postavit v Ústí nad Orlicí novou faru, která byla tehdy největší budovou ve městě (zastavěná plocha činí téměř 600 m²). V přízemí stavby byla chodba, kuchyň, komora, místnost pro čeleď a stáj pro šest koní, v prvním patře archiv, knihovna, místnost duchovního správce, velká jídelna s kapacitou pro 70 osob a místnosti pro dva kaplany. Na výstavbu významně přispěli kníže Lichtenštejn, hrabě Trauttmansdorff a Johanka Rausová, majitelka Přestavlk. K původně poměrně malé farní knihovně připojil Mosbender svou vlastní knihovnu, čítající přes 350 svazků.
V letech 1753 až 1755 se věnoval výstavbě kostela sv. Marie Magdalény v Řetové, který vysvětil v roce 1755. Podílel se také na organizování sbírek pořádaných orlickoústeckým tkalcem Augustinem Andresem na výstavbu křížové cesty na Andrlův chlum, která byla vybudována v letech 1753 až 1755 a vysvěcena Mosbendrem 28. října 1755. Z původních zastavení se dochovalo pouze jediné, ostatní byly v letech 1852 až 1853 nahrazeny kapličkami, které byly v roce 1994 celkově zrekonstruovány. V roce 1762 nechal Mosbender postavit v ústecké lokalitě Podměstí sochu sv. Václava. Kromě stavební činnosti se věnoval také organizování spolků, když nově zorganizoval literátské bratrstvo v Ústí nad Orlicí a 8. prosince 1747 potvrdil a schválil jeho nové stanovy; v roce 1755 se přičinil o založení nového karmelitského bratrstva škapulíře, jehož činnost byla upravena v roce 1761 a které navazovalo na stejnojmenné dřívější bratrstvo založené koncem 17. století.
Dosáhl zřízení jednoho kaplanského místa a v roce 1760 založil nadaci, z jejího výtěžku měl být placen druhý kaplan. Dne 13. března 1761 byla orlickoústecká farnost povýšena na děkanství a Mosbender byl jmenován děkanem. V roce 1770 požádal knížete Lichtenštejna o podporu při zamýšlené výstavbě nového kostela. Bourání původního kostela a zvonice začalo 17. května 1770 a základní kámen nové stavby byl slavnostně položen 21. června téhož roku. S ohledem na tíživou hospodářskou situaci, způsobenou především velkou neúrodou v letech 1771 až 1774, postupovala výstavba kostela podle projektu stavitele Jakuba Pánka poměrně pomalu a v roce 1775 peníze na výstavbu došly úplně. Kostel se podařilo dostavět až koncem roku 1776, toho se však již děkan Mosbender nedožil, neboť 24. července 1776 umírá. Po posledním rozloučení tři dny po jeho smrti byl pohřben do nově postaveného kostela vedle mariánského oltáře, kde místo uložení jeho ostatků připomíná mosazná deska s nápisem.

## Galerie

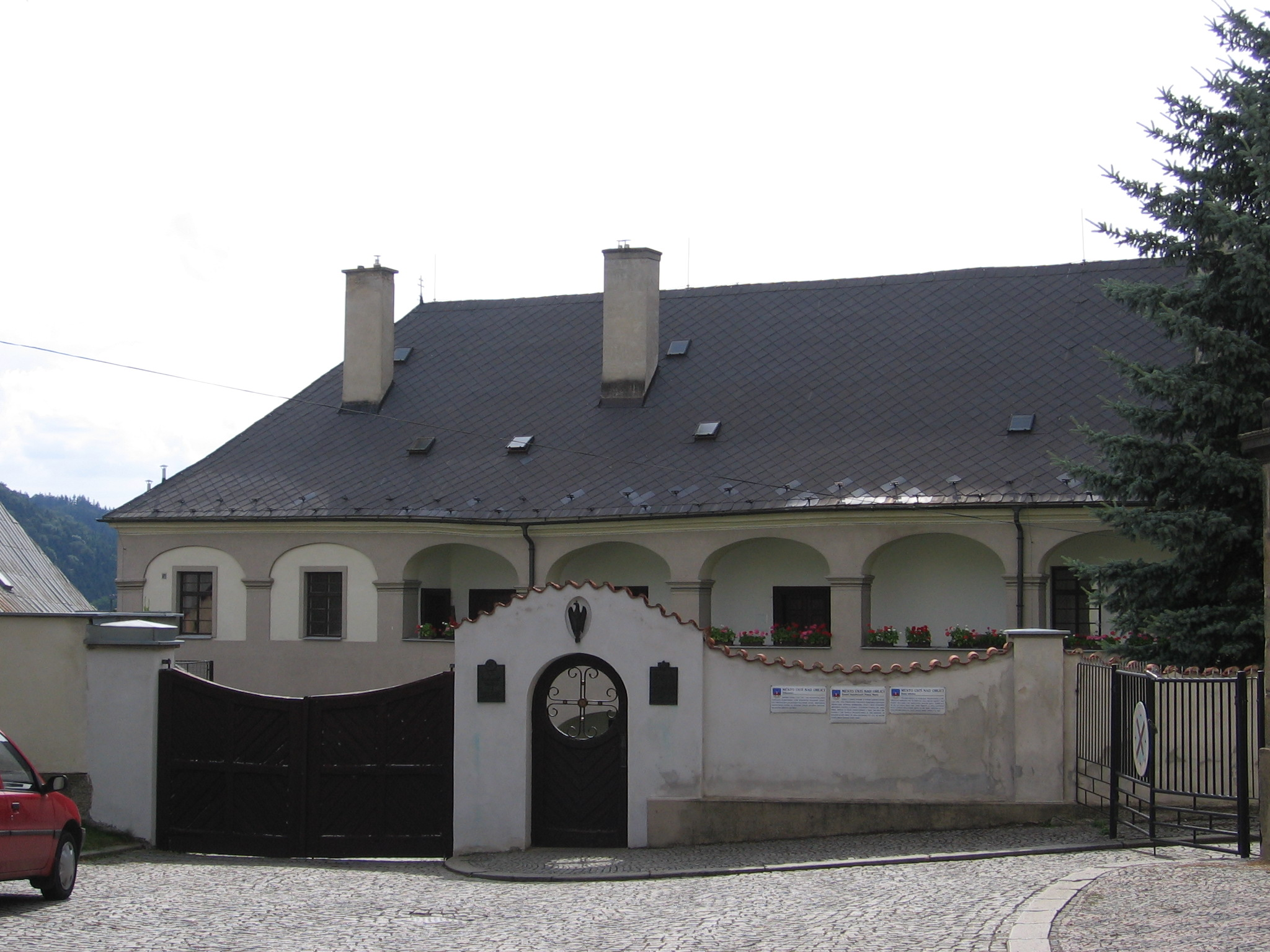
Budova děkanství v Ústí nad Orlicí
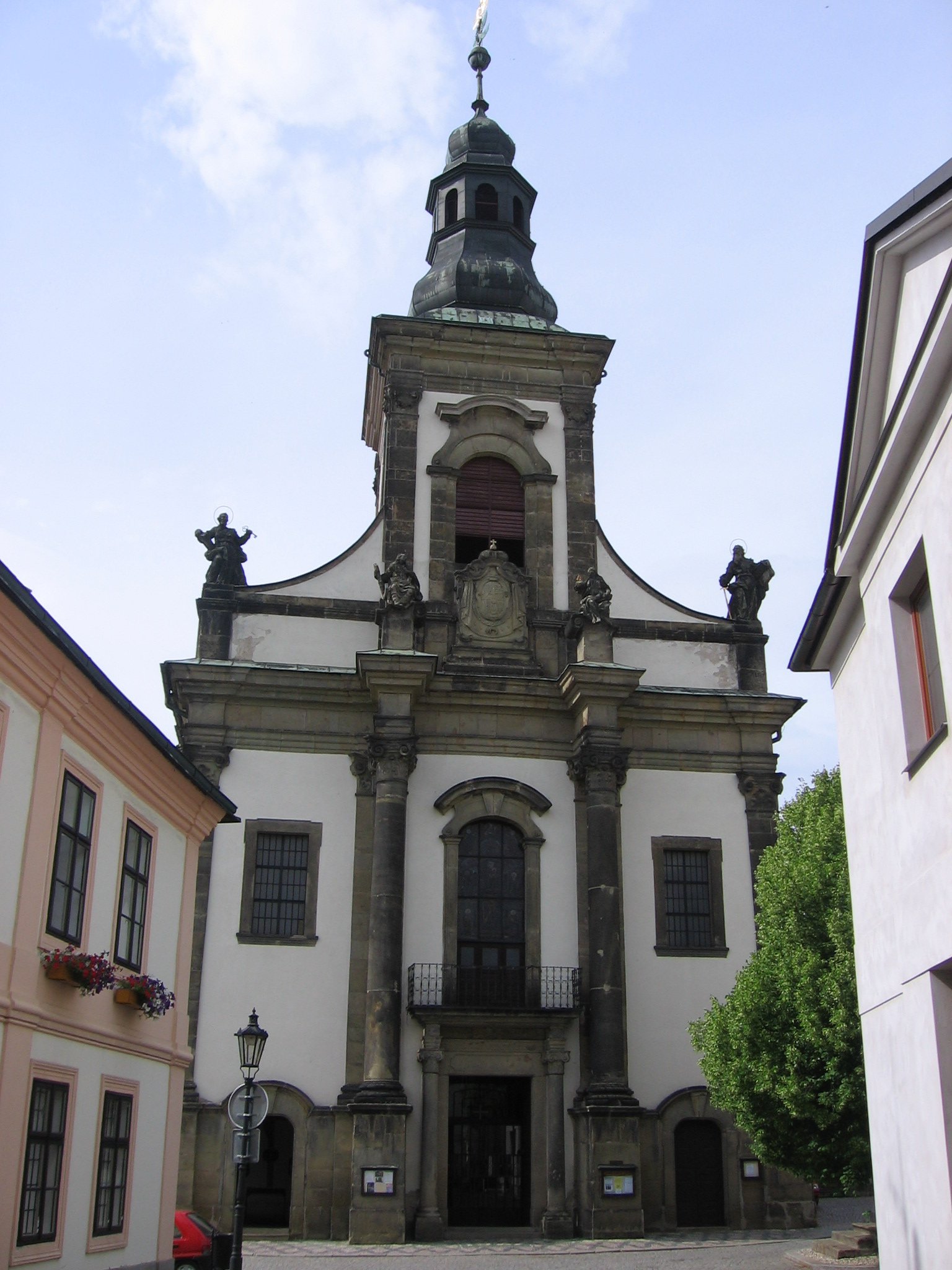
Děkanský kostel Nanebevzetí Panny Marie v Ústí nad Orlicí
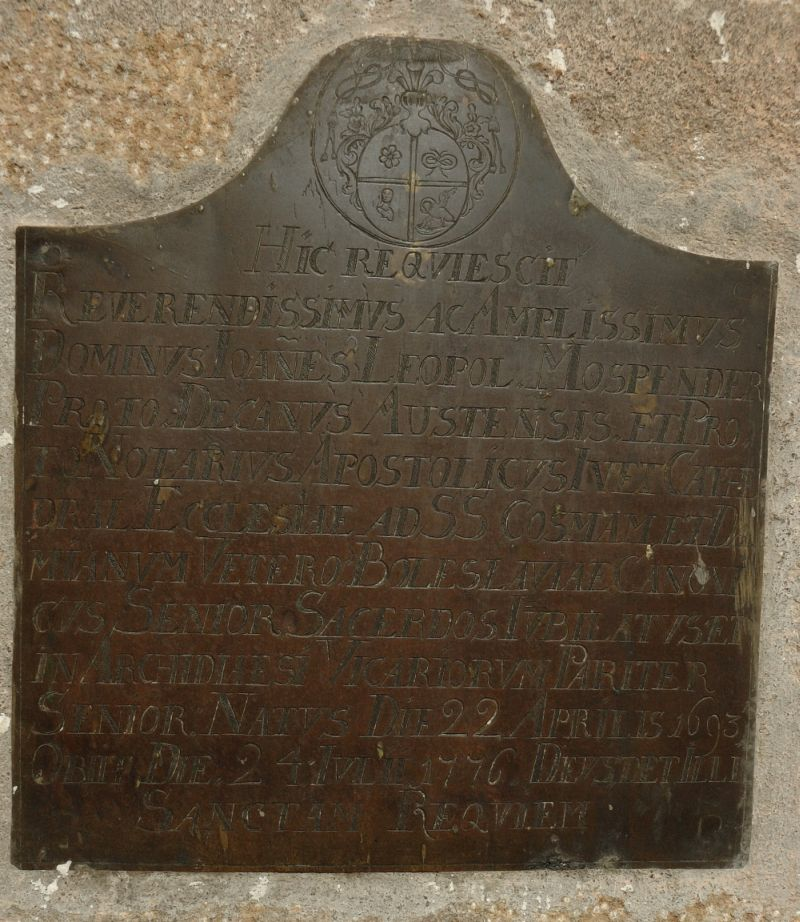
Náhrobek J. L. Mosbendra